# Amblyomma kraneveldi
Amblyomma kraneveldi är en fästingart som beskrevs av Anastos 1956. Amblyomma kraneveldi ingår i släktet Amblyomma och familjen hårda fästingar. Inga underarter finns listade i Catalogue of Life.